# Nissan Teana
La Nissan Teana è un'auto prodotta dalla Nissan Motor dal 2003. Dal 2013 la denominazione Teana è stata attribuita alla versione asiatica della Nissan Altima fino al 2018 quanto è stata soppressa sostituita definitivamente dalla stessa Altima.

## Prima generazione (2003-2008)

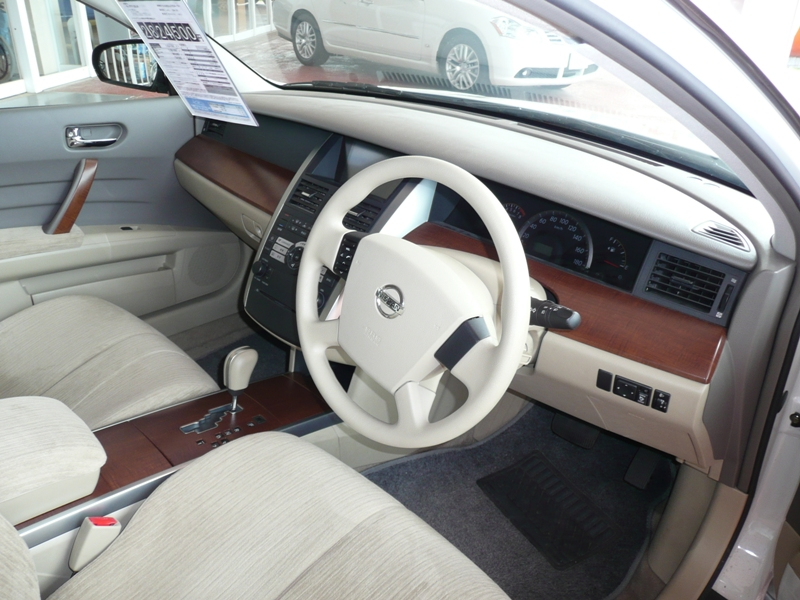
Gli interni

La prima serie (codice J31) di Teana è stata introdotta per la prima volta nel febbraio 2003 sul mercato giapponese insieme alla SUV Nissan Murano, entrambi i veicoli erano in vendita nei concessionari Nissan Red & Blue Stage. La vettura sostituì la Nissan Bluebird e la Nissan Cefiro in Giappone, dove erano considerate auto di lusso. Questo perché le dimensioni esterne e la cilindrata del motore superavano le normative antinquinamento, e di conseguenza gli acquirenti giapponesi subivano tasse aggiuntive. L'auto è stata introdotta con un sistema di navigazione satellitare via Internet, telematico e GPS disponibile opzionalmente chiamato CarWings solo per il mercato giapponese.
La J31 Teana segue anche lo stesso schema numerico di telaio della Nissan Maxima (J30) in quanto strettamente imparentata con il modello.
In gran parte del mondo, la Teana è stata la berlina a trazione anteriore più grande offerta dalla Nissan.
Nel 2004, l'auto arrivò in alcuni paesi europei in sostituzione della Nissan Maxima QX.

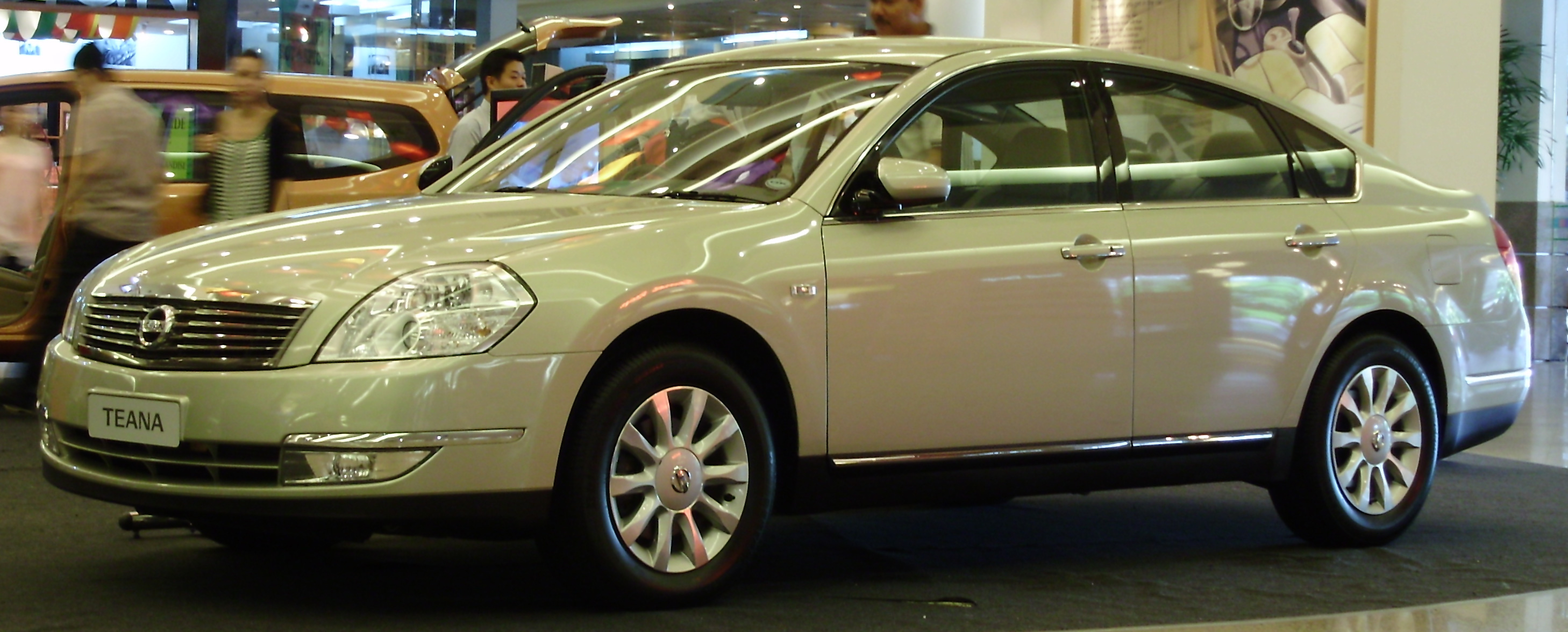
Restyling 2005

I motori della Teana erano tutti a benzina: un 1998 cc, un 2349 cc (VQ23DE) o 3498 cc che si abbinava al cambio automatico. I livelli di allestimento erano 200JK, 230JK, 230JM e 350JM. L'auto era basata sulla piattaforma Nissan FF-L.  Nel dicembre 2005, la Teana ha ricevuto nuovi fari e fanali posteriori, rifiniture cromate sui paraurti, fendinebbia allargati, poggiagambe anteriori e indicatori di nuova concezione. Il cambio automatico XTronic CVT è stato accoppiato a tutti i motori.
In Cina la Teana è stata prodotta dalla Dongfeng Nissan. In Pakistan, la Teana era venduta come Nissan  Cefiro e fu prodotta a Karachi. In Taiwan è stata prodotta dalla Yulon Motor. Inoltre venne venduta anche in India, Russia, Ucraina, Nuova Zelanda e Australia. La prima generazione di Teana è stata anche assemblata in Thailandia per la vendita nel mercato dell'ASEAN.
In Corea del Sud è stata venduta come Renault Samsung SM7 e prodotta dalla Renault Samsung Motor.
Nel 2008, Nissan ha interrotto la produzione della J31.

## Seconda generazione (2008-2013)

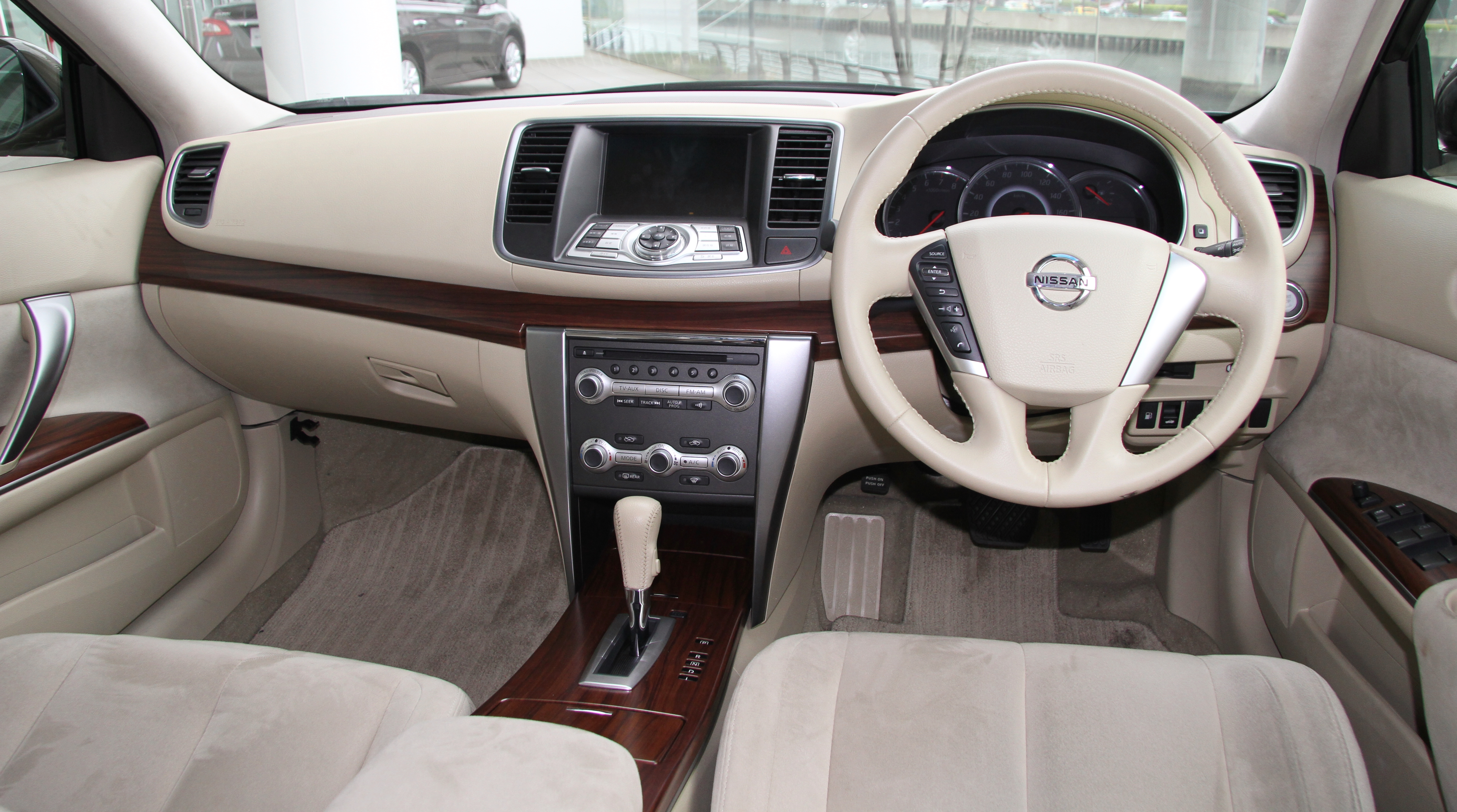
Gli interni

Nissan ha rivelato la seconda generazione della Teana (J32) all’Auto Show di Pechino 2008.
La seconda serie si Teana si basa sulla piattaforma Nissan D utilizzata anche dalle Nissan Maxima nordamericane e Nissan Altima. La gamma motori include un V6 da 3498 cc, un V6 da 2495 cc, un quattro cilindri in linea da 2488 cc e quattro in linea da 1997 cc, tutti con una trasmissione a variazione continua XTronic CVT. Il design dell'auto è stato anticipato in anteprima dalla concept car Nissan Intima mostrata nell'ottobre 2007.
L'auto è stata lanciata in Giappone, Taiwan, India, Iran, Mauritius, Russia, Cina, Brunei, Bolivia, Cile, Colombia, Trinidad e Tobago, Tailandia, Singapore, Filippine, Indonesia, Malesia, Nuova Zelanda e Australia.
Questa generazione non fu venduta in Europa, dove fu offerta la sua cugina francese, la Renault Laguna III, insieme alla Renault Latitude più lunga e derivata dalla stessa Teana.
Nissan continuó a offrire sul mercato giapponese un sistema di navigazione telematica e GPS con connessione Internet opzionale chiamato CarWings.
In Australia e Nuova Zelanda venne venduta come Nissan Maxima mentre nei paesi asiatici il nome Nissan Cefiro venne abbandonato per adottare la denominazione Teana in tutti i mercati. In Corea del Sud venne prodotta come Renault Samsung SM7.
Nel 2013 la produzione venne interrotta ad eccezione del mercato taiwanese dove fu prodotta dalla Yulon Motor fino al 2018.

## Terza generazione
Dal 2013 il nome Teana è stato attribuito al modello Nissan Altima. Nissan ha preferito realizzare un'unica berlina di segmento D da vendere globalmente in modo da ridurre i costi progettuali e di produzione.